# Sertéslábú bandikut
A sertéslábú bandikut (Chaeropus ecaudatus) az emlősök osztályába és a sertéslábú bandikutfélék családjába tartozó kihalt faj. A család és nemének egyetlen faja volt. Két alfaja Délkelet- és Délnyugat-Ausztráliában fordult elő. A Chaeropus ecaudatus ecaudatus a nyugat-új-dél-walesi, északi viktóriai, valamint délkelet-dél-ausztráliai száraz területeken élt, míg a Chaeropus ecaudatus occidentalis Nyugat-Ausztrália déli és nyugati részein volt megtalálható.
Az Ausztrália belső területein élő, korábban a Chaeropus ecaudatus-hoz sorolt egyedeket 2019-ben különálló fajként, Chaeropus yirratji néven írták le. A Sertéslábú bandikut az európaiak Ausztráliába érkezését követően halt ki. Az utolsó gyűjteményben őrzött példányt 1900-ban gyűjtötték Victoria államban. Abszolút kihalásukat az aboriginal közösségek beszámolói alapján az 1920-as és 1930-as évek közé teszik.

## Jellemzők
A sertéslábú bandikut testhossza (fejtől a farokig) 23–26 cm között változott, hátsó lábának hossza 60–69,5 mm, farka pedig 7,5–11,9 cm hosszú volt. Hátán a szőrzet gesztenyebarna, amely az oldalakon okkersárgára világosodik. A feje kerek, rövid és hegyes pofájú. Fülei 50–60 mm hosszúak és hegyes végűek. Az állat mellső lábai rövidebbek voltak, mint a hátsó lábak.

#### Lábak felépítése
- Mellső lábak: A második és harmadik ujj jól fejlett, míg a negyedik ujj csökevényes, karmok nélküli, és a második és harmadik ujj mögött helyezkedik el. Az első és az ötödik ujj hiányzik. A mellső láb talplenyomata ovális formájú.
- Hátsó lábak: Csak a negyedik ujj volt teljesen kifejlődve, és ez érintette egyedüliként a talajt mozgás közben. Az első ujj hiányzott, míg a második, harmadik és ötödik ujj csökevényes volt, és távol helyezkedett el a negyedik ujjtól.

A farok rövidebb volt, mint a fej és a törzs együttes hossza, felső és alsó oldalán szőrkammal borított.

#### Alfajok megkülönböztetése
- A Chaeropus ecaudatus ecaudatus alfaj hasi szőrzete bézs színű volt, míg a C. e. occidentalis-é szürkés.
- A C. e. ecaudatus fülei 50–56 mm hosszúak, rövidebbek, mint a C. e. occidentalis 60 mm-es fülei.
- A C. e. occidentalis felső és alsó előzápfogai és zápfogai nagyobbak voltak, mint a C. e. ecaudatus fogai.

Ezek a fizikai különbségek segítettek a két alfaj elkülönítésében és azonosításában.

## Életmód
Ez az állat Ausztrália délnyugati és délkeleti részén, a sivatag peremének bokros területein fordult elő. Mindenevő volt, de étrendjében főként füvek, levelek és gyökerek szerepeltek. Emellett valószínűleg fogyasztott szöcskéket, hangyákat és termeszeket is. A fogságban tartott példányok azonban elutasították a kisebb gerinceseket.

#### Nappali és éjszakai tevékenység
A Sertéslábú bandikut elsősorban éjszakai állat volt, amely nappal tussockfüvekből épített fészkekben vagy homokdűnék sekély üregeiben pihent. Bár a német-ausztrál zoológus Gerard Krefft (1830–1881) szerint ezek az állatok lassú mozgásúak voltak, az aboriginek beszámolói alapján képesek voltak gyorsan menekülni, ha megzavarták őket.

#### Szaporodás
A faj szaporodásáról keveset tudni. Feltételezések szerint a szaporodási időszak május és június között zajlott, és a nőstények egy-egy alkalommal egy-két utódot hoztak világra.
Ez az információ a faj életmódjára és viselkedésére vonatkozó ritka adatok közé tartozik.

## Elterjedése
Ausztrália területén volt honos.

## Kihalása
Kihalását a betelepített ragadozók (patkányok, macskák) okozták.

## Rendszerezése
Egyes rendszerezők megkérdőjelezik a neki létrehozott sertéslábú-bandikutféléket, és a bandikutfélékbe sorolják.